# Pax Britannica

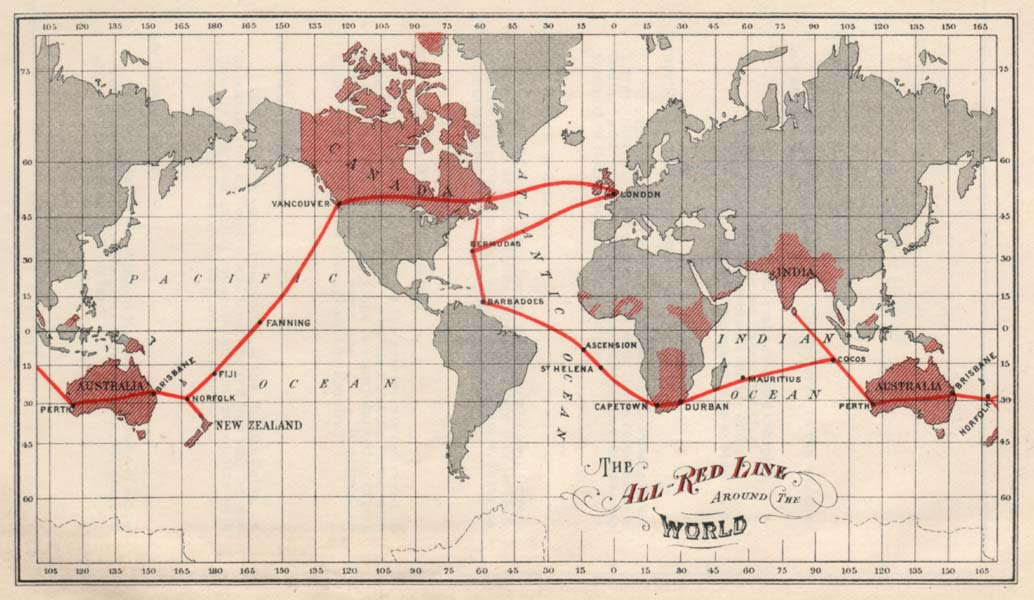
Carte du monde 1902

La Pax Britannica (latin pour « paix britannique », sur le modèle de Pax Romana) a été une période de paix relative en Europe lorsque l'Empire britannique possédait la suprématie sur les routes maritimes.
En général, on considère que la période correspondante commence après la bataille de Waterloo et le traité issu du congrès de Vienne (1815) et va jusqu'à la seconde moitié du XIXe siècle. La Pax britannica, déjà très affaiblie à l'issue de la guerre de Crimée (1856), ne résiste pas à l'industrialisation de l'Allemagne, à la guerre franco-prussienne (1870), et à l'émergence des États-Unis et du Japon sur la scène internationale.